# Бугойно
Бугойно (босн. і хорв. Bugojno, серб. Бугоjно) — місто в середній частині Боснії і Герцеговини, у Середньобоснійському кантоні Федерації Боснії та Герцеговини, адміністративний центр однойменної громади.

## Загальні відомості
Місто лежить у долині верхньої течії Врбасу, оточене такими горами, як Калін (1 530 м), Рудина (1 385 м), Стожер (1 662 м) та іншими дрібнішими гірськими утворами Динарських Альп.
Має автомобільне сполучення з Купресом, Ливном і з Яйцем, із яким також пов'язане залізницею.

## Населення
Місто було колись багатонаціональне, нині — з абсолютною перевагою босняків. За переписом 1981 у місті проживало 16 402 людини, з них:
- босняків — 4 719
- хорватів — 4 695
- сербів — 5 280
- югославів — 1 511
- чорногорців — 59
- словенців — 19
- албанців — 18
- македонців — 12
- інших — 89

У 1991 році Бугойно налічувало 22 641 жителя, з яких:
- босняків — 6 878
- хорватів — 6 836
- сербів — 6 809
- югославів — 1 449
- інших — 667

## Історія
Бугойно формувалося в добу Середньовіччя. Територія міста в давній хорватській державі була у межах жупи Ускоплє. 1102 року ця місцевість була порубіжжям хорватсько-угорської держави з Дуклею. 1412 року край був прикордонною територією володінь Хрвоє Вукчича Хрватинича.
У 1844 році з парафії Горний Вакуф (тоді Горне Скоплє) виділилася парафія Бугойно, спочатку як місцева капеланія. Відтоді вона веде свої метрики. 1858 року її оголошено парафією. У 1868 році францисканці тут відкрили свою початкову школу.
У часи Австро-Угорської імперії у місті з'явилося вуличне освітлення гасовими лампами, яке проіснувало до 1938 року. За австрійського панування стало широковідомим мисливське угіддя Копривниця. У Королівстві Сербів, Хорватів і Словенців місто було центром однойменного району (хорв. Bugojanski srez), після поділу країни на дев'ять бановин у 1929 році район увійшов до складу Приморської бановини. 1938 року неподалік Бугойна введено до ладу місцеву електростанцію, у самому місті збудували підстанцію. 1939 року Бугойно потрапило до складу Хорватської бановини, залишаючись адміністративним центром району (хорв. Bugojanski kotar). У НДХ з 1941 року було центром округи Бугойно (хорв. kotarska oblast Bugojna) у складі великої жупи Плива і Рама (хорв. Velika župa Pliva i Rama), після реорганізації 1944 року округа Бугойно увійшла у велику жупу Лашва-Рама, яка наприкінці влади усташів називалася великою жупою Лашва-Плива. Німецько-італійська демаркаційна лінія в НДХ проходила відразу на південь від міста, залишаючи Бугойно в німецькій сфері впливу. В роки Другої світової місто часто було місцем боїв. У липні 1942 Чорний Легіон провів успішні бойові операції біля Купреса і навколо Бугойна. У Бугойні діяв відділок жандармерії НДХ. За час війни місто атакували сили П'ятої чорногорської і Першої далматинської бригад Третьої дивізії НВАЮ та частини Першої пролетарської дивізії (Третя країнська бригада). У лютому 1943 поблизу Бугойна вела бої Третя санджацька бригада Першої пролетарської дивізії.
У новій Югославії Бугойно опинилося в Народній Республіці Боснії і Герцеговини. Після закінчення війни під Бугойном діяли партизани на чолі з Перо Араповичем, відомі як «кріжарі», «каменярі» або «шкріпарі», що були залишками розгромлених збройних сил НДХ та боролися за знищення Югославії і відновлення незалежності Хорватії. 1972 року таємна емігрантська революційна організація, яка виступала за демократичну суверенну і вільну Хорватію, «Хорватське революційне братство» вислала диверсійну групу, завданням якої було проникнути в Югославію і розпочати партизанську війну в районі Бугойна. Кінцевою метою було влаштувати збройне повстання для визволення Хорватії. Цей рейд підняв на ноги все державне, військове і поліційне керівництво Югославії. Чимало жителів Бугойна було мобілізовано, туди безперервно прибували нові сили, звичайні війська і спецпризначенці.
Йосип Броз Тіто, відомий своєю пристрастю до полювання, любив приїжджати у Бугойно. Там у нього було три вілли. Він відвідував місто 17 разів, пробувши у Бугойні 165 днів.
Після Другої світової війни місто пережило найбільший економічний і суспільний розквіт. Особливо великий ріст припав на 1970-ті та 1980-ті рр. Тоді громада Бугойно стала найрозвиненішим муніципалітетом у БіГ. Цим вона завдячувала своїм двом високопоставленим землякам: Хрвоє Іштуку і тодішньому голові Союзної виконавчої ради Бранку Микуличу. Місто росло щоденно, постійно забудовувалося. Працювало багато підприємств: військовий завод боєприпасів, завод друкарських машинок, шкіряних виробів та текстилю, харчової промисловості, металургійної галузі, готельне підприємство і багаті мисливські угіддя Копривниця. Це дозволяло успішно розв'язувати питання працевлаштування населення. Місцеві підкреслювали, що те «Бугоянське» лобі вдало використовувало пристрасть Тіто до полювання на благо рідного міста.
Під час Боснійської війни Бугойно спочатку зазнало нападу сербських військ, підсилених підрозділами ЮНА, включно з авіацією, від чого місто спільно боронили дві найбільші міські етнічні громади — босняки і хорвати, а потім, у наступному році, стало ареною тривалих, важких боїв між колишніми союзниками: АРБіГ і ХРО. 28 липня 1993 боснійська армія зайняла місто, у бою полягло 90 членів ХРО, щонайменше 80 цивільних осіб, з боку хорватів було принаймні 40 військовополонених, близько 350 хорватів закінчили життя в таборах. Почалася масова втеча близько 13 000 мирних жителів хорватської національності і лише близько тисячі залишилось. До червня 2000 року в Бугойно повернулося приблизно 5 000 хорватів і ще 12 500 записалися на повернення.

## Економіка
Нині у Бугойні працює шість взуттєвих фабрик. Військовий завод ім. Славка Родича, що до війни давав роботу трьом з половиною тисячам людей і де працювали здебільшого серби, ще до початку бойових дій розібрали силами югославської армії, яка вивезла з нього все устаткування, яке можна було вивезти. Тепер його перейменовано на «Інструментальний цех Бугойно» (босн. Alatnica Bugojno), приватизовано, більшість працівників звільнено, а сам завод на межі закриття.

## Відомі особистості
В поселенні народився:
- Ермин Зец (* 1988) — боснійський футболіст.